# Toma de Gibraltar (1467)
El sitio de Gibraltar de 1466-1467 fue un exitoso asedio de quince meses, por parte de las tropas del duque de Medina Sidonia, contra la guarnición real de esta plaza española, comandada por el alcaide Esteban de Villacreces, cuñado de Beltrán de la Cueva, valido de Enrique IV de Castilla. Fue el noveno de los grandes sitios sufridos por Gibraltar.

## Historia

### Causas
Tras su reconquista en 1462, el rey Enrique IV de Castilla decidió anexionar Gibraltar al dominio real, atropellando los pretendidos derechos del duque de Medina Sidonia. En 1463 el rey Enrique visitó la nueva adquisición de su Corona, saliendo a su encuentro el rey Alfonso V de Portugal, a la sazón en Ceuta. la regia visita se prolongó ocho días. El rey aprovechó para entregar la alcaidía a su valido, Beltrán de la Cueva, que a su vez la delegó en su cuñado, lo que provocó las vehementes quejas del duque de Medina Sidonia, considerando injusto conceder tal prerrogativa a un favorito sin méritos. 
A comienzos de 1466, a raíz de la deposición del rey Enrique y la proclamación de "Alfonso XII" por una conjura nobiliaria, en la llamada Farsa de Ávila, el duque de Medina Sidonia recibió del pretendiente la merced perpetua de Gibraltar y todas sus tierras, que se apresuró a hacer efectiva por la fuerza de las armas.

### El asedio
Primero algunos soldados intentaron tomar la ciudad a traición, sin éxito. Estando Castilla en paz con los moros, Esteban de Villacreces no había preparado ningún dispositivo especial, pero viendo la llegada de las tropas ducales, se aprestó a una defensa vigorosa y envió cartas de socorro a su cuñado y al rey Enrique. Sin embargo, ocupados como estaban ambos con sus propios problemas en Castilla, Enrique se limitó a enviar una carta a los ciudadanos, apremiándoles a ayudar en la defensa. 
Como no había suficientes hombres para presentar una resistencia seria, los gibraltareños acordaron con su alcaide refugiarse en el castillo y defenderlo hasta que fuesen socorridos. Las gentes del Duque tomaron la ciudad abandonada y comenzaron a sitiar la fortaleza. Durante los siguientes diez meses se sucedieron sangrientos combates, sin que los sitiadores lograran tomar la plaza.
En febrero de 1467 llegó de Sevilla el primogénito del duque, Enrique de Guzmán, con numerosas tropas, equipo de asedio, y todo un tren de artillería, con el cual batió los muros del castillo, abriendo brecha y entrando al asalto. Sin embargo, Esteban de Villacreces no cejó en su resistencia. Retirándose a la torre del homenaje, se atrincheró y aún resistió otros cinco meses sin recibir socorro alguno, a pesar de su desesperada situación. Desfallecidos por el hambre, se comieron todas las hierbas, hojas y raíces, zapatos y cueros, negándose a las honrosas capitulaciones que se le ofrecieron.
Finalmente, muchos de los defensores, apremiados por el hambre, se descolgaron de los muros con sogas para entregarse. Falto de tropas para defenderse, sin víveres ni esperanza de socorro alguno, Esteban de Villacreces acabó por entregarse junto con su mujer e hijos a finales de junio de 1467. Insultado y ultrajado, fue arrojado a una mazmorra y amenazado de muerte.

### Resultados
El Duque logró que el pretendiente ordenara a la ciudad de Sevilla que abonara a los sitiadores el coste total de las operaciones contra el "rebelde" Villacreces en Gibraltar. También nombró como nuevo alcaide a Pedro de Vargas, el cual fue interceptado y capturado por el alcaide de Jimena de la Frontera, feudo del Duque de Alburquerque, que era amigo de Villacreces y partidario de Beltrán de la Cueva. Airado, Medina Sidonia tomó la plaza, que anexionó a sus estados dando al de Alburquerque una compensación en dinero.
En contrapartida, sus enemigos, los Ponce de León tomaron a traición Cádiz, ciudad que, como ellos mismos, se había declarado a favor del pretendiente. Durante los años siguientes las luchas entre los Guzmanes y los Ponce de León se recrudecerían a lo largo de Andalucía.
Con la muerte tanto del duque Juan como de "Alfonso XII", en 1468, el nuevo duque se apresuró a obtener del Rey una donación similar a la del difunto que legitimara su situación. Enrique IV, buscando apoyos para recuperar el poder, se la concedió el 3 de junio de 1469 y confirmó por Privilegio Rodado de mayo de 1470. No contento, logró que el Rey concediera a Gibraltar el Fuero de Antequera, consistente en la absoluta exención tributaria (20 de diciembre de 1470).
A la muerte de Enrique IV, en 1474, su hermana y heredera Isabel recabó apoyos para cimentar su posición en la Guerra de Sucesión que la enfrentaba con Juana la Beltraneja. Los Medina Sidonia fueron así gratificados con el Marquesado de Gibraltar (30 de septiembre de 1478). La ciudad permanecería bajo dominio asidonense hasta que los Reyes Católicos suprimieron el título en 1501 y reincorporaron el territorio a los dominios realengos de la Corona de Castilla.